# Cerkiew św. Aleksandra Newskiego w Indurze
Cerkiew św. Aleksandra Newskiego – prawosławna cerkiew parafialna w Indurze, w dekanacie skidelskim eparchii grodzieńskiej i wołkowyskiej Egzarchatu Białoruskiego Patriarchatu Moskiewskiego.

## Historia
Cerkiew została wzniesiona w 1881 r. według projektu architekta Witowicza. Remontowana w 2. dekadzie XXI w..

## Architektura

### Wygląd zewnętrzny
- Cerkiew została zbudowana w stylu bizantyjsko-rosyjskim, orientowana, na planie krzyża.
- Świątynia jest koloru kremowego i białego; podmurówka i narożniki są w kolorze pomarańczowym. Cerkiew liczy ponad 10 okien z pomarańczowymi obwódkami. Nad świątynią góruje ośmioboczna wieża-dzwonnica zwieńczona kopułką. Wieżę z nawą łączy korytarz. Nawa jest sześcienna, a nad nią znajduje się kopuła ze złotym hełmem. Prezbiterium w formie apsydy o kształcie graniastosłupa (zamknięte pięciobocznie); na jego tylnej ścianie mieści się ikona Świętej Trójcy w postaci Aniołów.

### Wnętrze
- W środku mieści się 3-rzędowy ikonostas.
- We wnętrzu są kioty, ikony i inne wyposażenia cerkwi.